# 宇都美慶子 アワージェネレーション
『宇都美慶子 アワージェネレーション』（うつみけいこ アワージェネレーション）は、1990年から2023年3月26日まで三重エフエム放送（radio cube FM三重）製作、生放送していた音楽番組である。

## 概要
宇都美慶子の冠番組で2015年6月まではバーディ企画に制作を委託していた。放送時間は毎週日曜日0:00-0:30（土曜日24:00-24:30）であった。
番組開始当初は『噂じかけのオレンジ・ペコ』という番組だった。後に本番組に改題された。
同番組は、宇都美が毎回注目しておきたい音楽家、特に邦楽の歌手、演奏家、作詞・作曲・編曲家を中心として原則として毎週一組を取り上げる。週によっては洋楽や、インストゥルメンタル、季節のイベントなどに合わせた音楽や、リスナーからのリクエストを基にして特集を企画したり、あるいは宇都美の音楽仲間をスタジオ、あるいはリモート中継の形で原則として2週間ゲストコーナーとして連続出演することもあるが、番組の性質上、大半は邦楽関係であり、歌謡曲や演歌はほとんど特集されていない。また、宇都美が三重県の出身であることから、地元ネタを話すこともある。
なお、2022年2月13日（2月12日深夜）生放送分は、宇都美が新型コロナウィルス陽性罹患により欠席となり、度々準レギュラー的にゲスト出演することが多かった大西亜里が急遽ピンチヒッターを担当した。
2023年2月26日（2月25日深夜）生放送分での3月をもって番組を終了することを発表。3月26日（3月25日深夜）の最終回をもって前身の『噂じかけのオレンジ・ペコ』と合わせておよそ33年の放送に幕を降ろした。